# Kazimierz Kmiecik
Pour les articles homonymes, voir Kmiecik.
Kazimierz Kmiecik, né le 19 septembre 1951 à Węgrzce Wielkie, est un footballeur et international polonais. 
Il a effectué la plupart de sa carrière au Wisla Cracovie, où il reste un joueur historique, étant le meilleur buteur de l'histoire du club avec 153 buts.
Son fils Grzegorz est également footballeur, et est aussi attaquant au Wisla.

## Carrière

### En club
Après 15 saisons passées au Wisla Cracovie, où Kmiecik aura été par quatre fois (dont trois consécutives) meilleur buteur du championnat, mais également champion de Pologne en 1978, le meilleur buteur de l'histoire du club est prêté à Charleroi, puis aide l'AEL Larissa à remporter pour la première fois la Coupe de Grèce. 

### Palmarès

#### En club
- Championnat de Pologne :
  - Champion : 1978
  - Vice-Champion : 1981
  - Meilleur buteur : 1976 (20 buts), 1978 (15 buts), 1979 (17 buts) et 1980 (24 buts)
- Coupe de Pologne :
  - Finaliste : 1979
- Coupe de Grèce : 
  - Vainqueur : 1985

#### En sélection
- Jeux olympiques [1] : 
  - Champion Olympique : 1972
  - Médaillé de bronze : 1976
- Coupe du monde : 
  - Troisième : 1974